# Hugo Thomas
Hugo Thomas (22 de septiembre de 2005) es un deportista británico que compite en saltos de trampolín. Ganó una medalla de bronce en el Campeonato Europeo de Saltos de 2025, en la prueba de trampolín 3 m sincro.

## Palmarés internacional
| Campeonato Europeo | Campeonato Europeo | Campeonato Europeo | Campeonato Europeo   |
| Año                | Lugar              | Medalla            | Prueba               |
| ------------------ | ------------------ | ------------------ | -------------------- |
| 2025               | Antalya (Turquía)  | Medalla de bronce  | Trampolín 3 m sincro |